# Nolina micrantha
Nolina micrantha es una especie de planta con rizoma perteneciente a la familia de las asparagáceas. Es originaria de  Norteamérica.

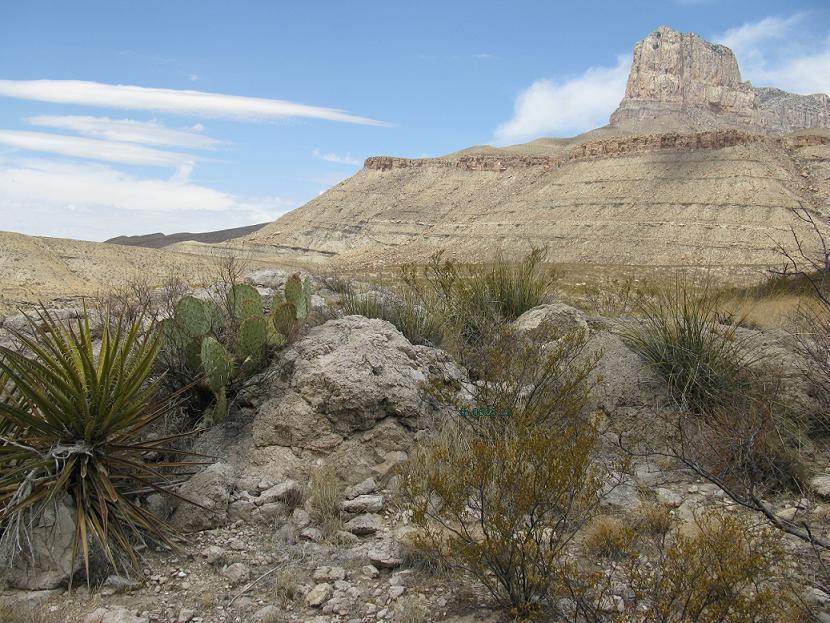
En su hábitat

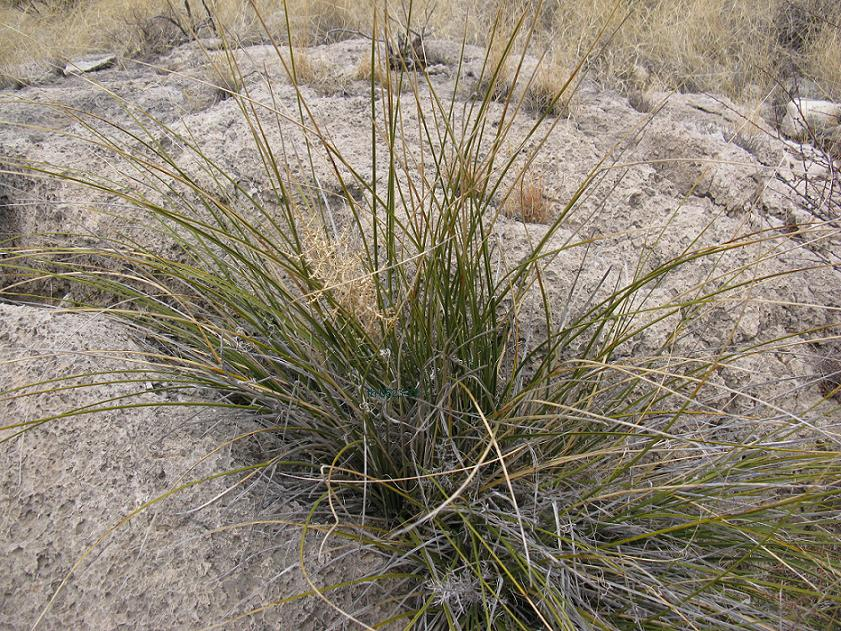
Vista de la planta

## Descripción
Es una planta casi sin tallo, cespitosa, que forma rosetas verticales, con caudices subterráneos, ramificados. Las hojas duras, enjutas, cóncavo-convexas, de 80-130 cm de longitud por 4-6 mm de ancho, no glaucas, con los márgenes serrados por completo o de forma remota, con los dientes muy distantes entre sí. El escapo de 0.5-2 dm. Las inflorescencias paniculadas, por lo general teñida de violeta visible, de 3.5-7.5 dm × 10-20 cm, que se encuentra parcialmente dentro de las rosetas. El fruto en cápsulas de paredes firmes, infladas, con semillas  redondeadas, de  3-4 mm de diámetro.

## Distribución y hábitat
Tiene una floración tardía  a principios del verano. Se encuentra en las laderas rocosas de piedra caliza o suelos arenosos, en los pastizales; a una altitud de 1100 - 1400 metros en Nuevo México y Texas.
Nolina micrantha es similar a Nolina texana, excepto en el pigmento púrpura a lo largo de sus inflorescencias, fechas de floración más tardías, y el hábito menos robusto.

## Taxonomía
Nolina micrantha fue descrita por Ivan Murray Johnston y publicado en Journal of the Arnold Arboretum 24(1): 91, en el año 1943.
Etimología
Nolina: nombre genérico otorgado en honor del botánico francés  Abbé P. C. Nolin, coautor del trabajo publicado 1755 Essai sur l'agricultura moderne.
micrantha: epíteto latíno que significa "con la flor pequeña".